# Nikoloz Basilasjvili
Nikoloz Basilasjvili (23 februari 1992) is een Georgische tennisspeler. Hij heeft vijf ATP-toernooien en vijf challengers in het enkelspel op zijn naam staan.

## Palmares
| Legenda                       | Legenda               |
| ----------------------------- | --------------------- |
| Grand Slam                    |                       |
| Olympische Spelen             |                       |
| tot 2009                      | vanaf 2009            |
| Tennis Masters Cup            | ATP Finals            |
| ATP Masters Series            | ATP Tour Masters 1000 |
| ATP International Series Gold | ATP Tour 500          |
| ATP International Series      | ATP Tour 250          |

### Enkelspel
| Nr.                          | Datum            | Toernooi         | Ondergrond    | Tegenstander in finale | Score               | Details |
| ---------------------------- | ---------------- | ---------------- | ------------- | ---------------------- | ------------------- | ------- |
| Gewonnen finales             |                  |                  |               |                        |                     |         |
| 1.                           | 29 juli 2018     | ATP Hamburg (1)  | Gravel        | Leonardo Mayer         | 6-4, 0-6, 7-5       | Details |
| 2.                           | 7 oktober 2018   | ATP Peking       | Hardcourt     | Juan Martín del Potro  | 6-4, 6-4            | Details |
| 3.                           | 28 juli 2019     | ATP Hamburg (2)  | Gravel        | Andrej Roebljov        | 7-5, 4-6, 6-3       | Details |
| 4.                           | 13 maart 2021    | ATP Doha         | Hardcourt     | Roberto Bautista Agut  | 7-6(5), 6-2         | Details |
| 5.                           | 2 mei 2021       | ATP München      | Gravel        | Jan-Lennard Struff     | 6-4, 7-6(5)         | Details |
| Verloren finales             |                  |                  |               |                        |                     |         |
| 1.                           | 23 juli 2016     | ATP Kitzbühel    | Gravel        | Paolo Lorenzi          | 3-6, 4-6            | Details |
| 2.                           | 19 februari 2017 | ATP Memphis      | Hardcourt (i) | Ryan Harrison          | 1-6, 4-6            | Details |
| 3.                           | 17 oktober 2021  | ATP Indian Wells | Hardcourt     | Cameron Norrie         | 6-3, 4-6, 1-6       | Details |
| 4.                           | 19 februari 2022 | ATP Doha         | Hardcourt     | Roberto Bautista Agut  | 3–6, 4–6            | Details |
| Gewonnen finales challengers |                  |                  |               |                        |                     |         |
| 1.                           | 26 mei 2014      | Karshi           | Hardcourt     | Chase Buchanan         | 7-6(2), 6-2         |         |
| 2.                           | 5 april 2015     | Raanana          | Hardcourt     | Lukáš Lacko            | 4-6, 6-4, 6-3       |         |
| 3.                           | 26 juli 2015     | Scheveningen     | Gravel        | Andrej Koeznetsov      | 6-7(3), 7-6(4), 6-3 |         |
| 4.                           | 20 maart 2016    | Guangzhou        | Hardcourt     | Lukáš Lacko            | 6-1, 6-7(6), 7-5    |         |
| 5.                           | 15 mei 2016      | Heilbronn        | Gravel (i)    | Jan-Lennard Struff     | 6-4, 7-6(3)         |         |

## Resultaten grote toernooien
| Legenda | Legenda                          |
| ------- | -------------------------------- |
| g.t.    | geen toernooi gehouden           |
| l.c.    | lagere categorie                 |
| –       | niet deelgenomen                 |
| G       | uitgeschakeld in de groepsfase   |
| 1R      | uitgeschakeld in de eerste ronde |
| 2R      | uitgeschakeld in de tweede ronde |
| 3R      | uitgeschakeld in de derde ronde  |
| 4R      | uitgeschakeld in de vierde ronde |
| KF      | uitgeschakeld in de kwartfinale  |
| HF      | uitgeschakeld in de halve finale |
| F       | de finale verloren               |
| W       | het toernooi gewonnen            |
| w-v     | winst/verlies-balans             |

### Enkelspel
| toernooi             | 2015 | 2016 | 2017 | 2018 | 2019 | 2020 | 2021 | 2022 | 2023 |
| -------------------- | ---- | ---- | ---- | ---- | ---- | ---- | ---- | ---- | ---- |
| grandslamtoernooien  |      |      |      |      |      |      |      |      |      |
| Australian Open      | –    | 1R   | 1R   | 3R   | 3R   | 2R   | 1R   | 1R   | 1R   |
| Roland Garros        | 1R   | 1R   | 3R   | 1R   | 1R   | 1R   | 2R   | 2R   | –    |
| Wimbledon            | 3R   | –    | 2R   | 1R   | 2R   | g.t. | 1R   | 3R   |      |
| US Open              | 1R   | –    | 1R   | 4R   | 3R   | 1R   | 3R   | 1R   |      |
| ATP Masters 1000     |      |      |      |      |      |      |      |      |      |
| Indian Wells         | –    | –    | 1R   | 1R   | 2R   | g.t. | F    | 3R   | 1R   |
| Miami                | –    | –    | 1R   | 2R   | 4R   | g.t. | 2R   | 2R   | –    |
| Monte Carlo          | –    | –    | 1R   | –    | 1R   | g.t. | 1R   | 1R   | –    |
| Madrid               | –    | –    | –    | 1R   | 1R   | g.t. | 1R   | 2R   | –    |
| Rome                 | –    | –    | –    | 2R   | 3R   | 1R   | 1R   | 2R   | –    |
| Montreal/Toronto     | –    | –    | 1R   | –    | 3R   | g.t. | 3R   | –    |      |
| Cincinnati           | –    | 1R   | 3R   | –    | 1R   | 1R   | 1R   | 1R   |      |
| Shanghai             | 1R   | –    | 1R   | 2R   | 3R   | g.t. | g.t. | g.t. |      |
| Parijs               | –    | –    | –    | 2R   | 1R   | 1R   | 1R   | 2R   |      |
| olympisch            |      |      |      |      |      |      |      |      |      |
| Olympische Spelen    | g.t. | 1R   | g.t. | g.t. | g.t. | g.t. | 3R   | g.t. | g.t. |
| statistieken         |      |      |      |      |      |      |      |      |      |
| totaal aantal titels | 0    | 0    | 0    | 2    | 1    | 0    | 2    | 0    | 0    |
| eindejaarsranking    | 113  | 94   | 59   | 21   | 26   | 40   | 22   | 91   |      |

### Dubbelspel
| grandslamtoernooien  |      |      |      |      |      |      |      |
| Australian Open      | 1R   | 1R   | –    | –    | 1R   | 1R   | –    |
| Roland Garros        | 1R   | 2R   | –    | 1R   | 1R   | 1R   | –    |
| Wimbledon            | 1R   | –    | –    | g.t. | 1R   | 3R   |      |
| US Open              | 1R   | –    | –    | –    | –    | 1R   |      |
| ATP Masters 1000     |      |      |      |      |      |      |      |
| Indian Wells         | –    | –    | 1R   | g.t. | –    | –    | –    |
| Miami                | –    | –    | 2R   | g.t. | –    | 1R   | –    |
| Monte Carlo          | –    | –    | KF   | g.t. | –    | 1R   | –    |
| Madrid               | –    | –    | 1R   | g.t. | –    | 1R   | –    |
| Rome                 | –    | –    | 1R   | –    | –    | 1R   | –    |
| Montreal/Toronto     | –    | –    | 1R   | g.t. | –    | –    |      |
| Cincinnati           | –    | –    | –    | –    | –    | –    |      |
| Shanghai             | –    | –    | 1R   | g.t. | g.t. | g.t. |      |
| Parijs               | –    | –    | –    | –    | –    | –    |      |
| olympisch            |      |      |      |      |      |      |      |
| Olympische Spelen    | g.t. | g.t. | g.t. | g.t. | –    | g.t. | g.t. |
| statistieken         |      |      |      |      |      |      |      |
| totaal aantal titels | 0    | 0    | 0    | 0    | 0    | 0    | 0    |
| eindejaarsranking    | —    | 179  | 190  | 251  | 355  | 836  |      |